# Maine Central Railroad

Logo der Maine Central

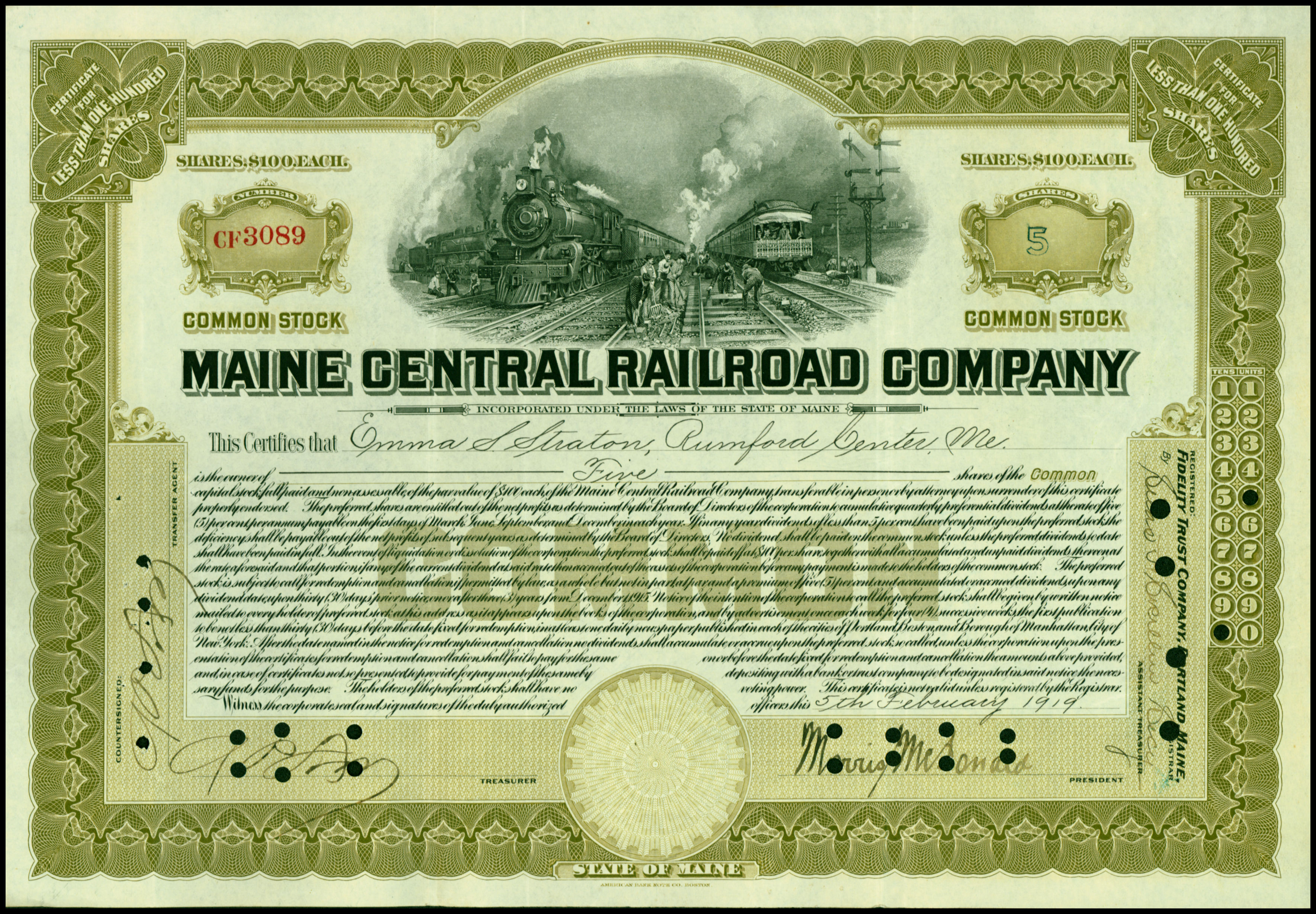
Aktie der Maine Central Railroad Company vom 5. Februar 1919

Die Maine Central Railroad Company (MEC) war eine US-amerikanische Eisenbahngesellschaft. Sie betrieb ca. 2200 km Eisenbahnstrecken sowie einige Fähren und Schiffslinien hauptsächlich in der südlichen Hälfte des US-Bundesstaats Maine, aber auch in New Hampshire, Vermont und Québec. Die Gesellschaft bestand vom 28. Oktober 1862 bis 1981. Heute gehören die noch bestehenden Anlagen den Pan Am Railways.

## Geschichte

### Übernahme anderer Gesellschaften
Die MEC entstand, als am 28. Oktober 1862 die Androscoggin and Kennebec Railroad und die Penobscot and Kennebec Railroad fusionierten. Die gesamte Strecke Danville–Bangor der beiden Gesellschaften war in der Spurweite von 1676 mm (5 Fuß 6 Zoll) gebaut worden, da sie in Danville an das Netz der Grand Trunk Railway anschloss, die ebenfalls diese Spurweite gewählt hatte. 1871 spurte man die Strecke auf die in den USA übliche Normalspur (1435 mm) um.

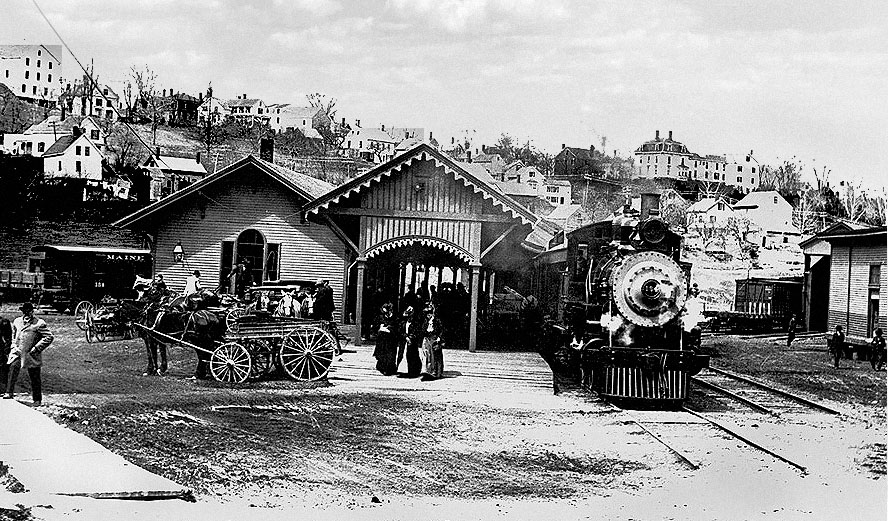
Bahnhof Belfast der BMLRR (Belfast Branch) um 1900

Die Hauptlinie wurde 1871 von Danville aus um ca. 30 km nach Yarmouth verlängert, wo sie an die Strecke der Portland and Kennebec Railroad (P&K) anschloss. Diese war jedoch bereits ab dem 12. Mai 1870 durch die MEC geleast worden. Mit der Dexter and Newport Railroad am 1. Dezember 1868, der Belfast and Moosehead Lake Railroad am 10. Mai 1871 sowie der Androscoggin Railroad am 1. Juli 1871 leaste die MEC drei kleinere Bahngesellschaften, die Strecken abzweigend von der MEC-Hauptstrecke betrieben. Die Androscoggin und die P&K gingen am 16. November 1874 endgültig in den Besitz der MEC über und wurden aufgelöst.
Am 1. April 1882 leaste die MEC die European and North American Railway, die die 191,9 Kilometer lange Hauptstrecke von Bangor bis an die kanadische Grenze bei Vanceboro sowie zwei kleinere Zweigstrecken nach Stillwater und Howland betrieb. Diese Gesellschaft wurde erst 1955 endgültig angegliedert. 1883 folgten zwei kleinere Gesellschaften, die Stichstrecken von Bangor aus betrieben, die Eastern Maine Railway nach Bucksport am 1. Mai und die Maine Shore Line Railroad nach Mount Desert Ferry am 16. Juli. Letztere wurde am 22. Oktober 1888 aufgelöst und ging in den Besitz der MEC über.
Nach New Hampshire stieß die MEC am 20. August 1888 vor, als sie die Portland and Ogdensburg Railway (P&O) leaste. Die etwa 177 Kilometer lange Strecke führte von Portland durch die White Mountains bis zur Staatsgrenze nach Vermont bei Lunenburg. Noch im gleichen Jahr, am 13. Dezember 1888, leaste die MEC auch die Dexter and Piscataquis Railroad. Die an die P&O anschließende Strecke der St. Johnsbury and Lake Champlain Railroad bis nach Swanton in Vermont leaste die MEC erst im Juli 1912. Im Jahre 1890 erreichte das Netz der MEC Kanada. Die Upper Coos Railroad und die sich daran anschließende Hereford Railway, insgesamt eine Strecke von 174 Kilometern Länge, zweigte in Québec Junction von der ehemaligen Portland&Ogdensburg ab und führte nach Norden bis Lime Ridge in Québec.
Die Knox and Lincoln Railway schloss sich östlich von Bath an die bereits der MEC gehörenden Strecke an und verband den Kennebec River mit der Hafenstadt Rockland. Die 78,8 Kilometer lange Strecke wurde am 1. August 1891 geleast und am 20. Februar 1901 endgültig aufgekauft. Eine weitere größere Gesellschaft konnte am 1. Mai 1907 geleast werden. Die Portland and Rumford Falls Railroad besaß 167 Kilometer Eisenbahnstrecken im Westen von Maine.
Gleich drei Eisenbahngesellschaften kaufte die MEC am 1. Juli 1911. Die Sebasticook and Moosehead Lake Railroad besaß eine 24 Kilometer lange Nebenstrecke von Pittsfield nach Mainstream und wurde im Jahr darauf nach Harmony verlängert. Die Somerset Railway betrieb ein 150 Kilometer langes Netz ausgehend von Oakland nordwärts. Das 222 Kilometer lange Netz der Washington County Railway schloss sich östlich an die Strecke der ehemaligen Maine Shore Line Railroad an und verband diese Strecke mit der kanadischen Eisenbahn bei Calais.
Die MEC erwarb jedoch auch Schmalspurbahnen. So ging im August 1911 das 166 Kilometer lange Netz der Sandy River and Rangeley Lakes Railroad nördlich von Farmington in den Besitz der Gesellschaft über. Im Oktober 1912 folgte die 34 Kilometer lange Bridgton and Saco River Railroad. Beide Bahnen wiesen die Spurweite von 2 Fuß (610 mm) auf.
1913 kaufte die MEC noch die Rangeley Lakes and Megantic Railroad, die eine 17 Kilometer lange Strecke im Nordwesten des Bundesstaats betrieb.

### Niedergang und Ende der MEC

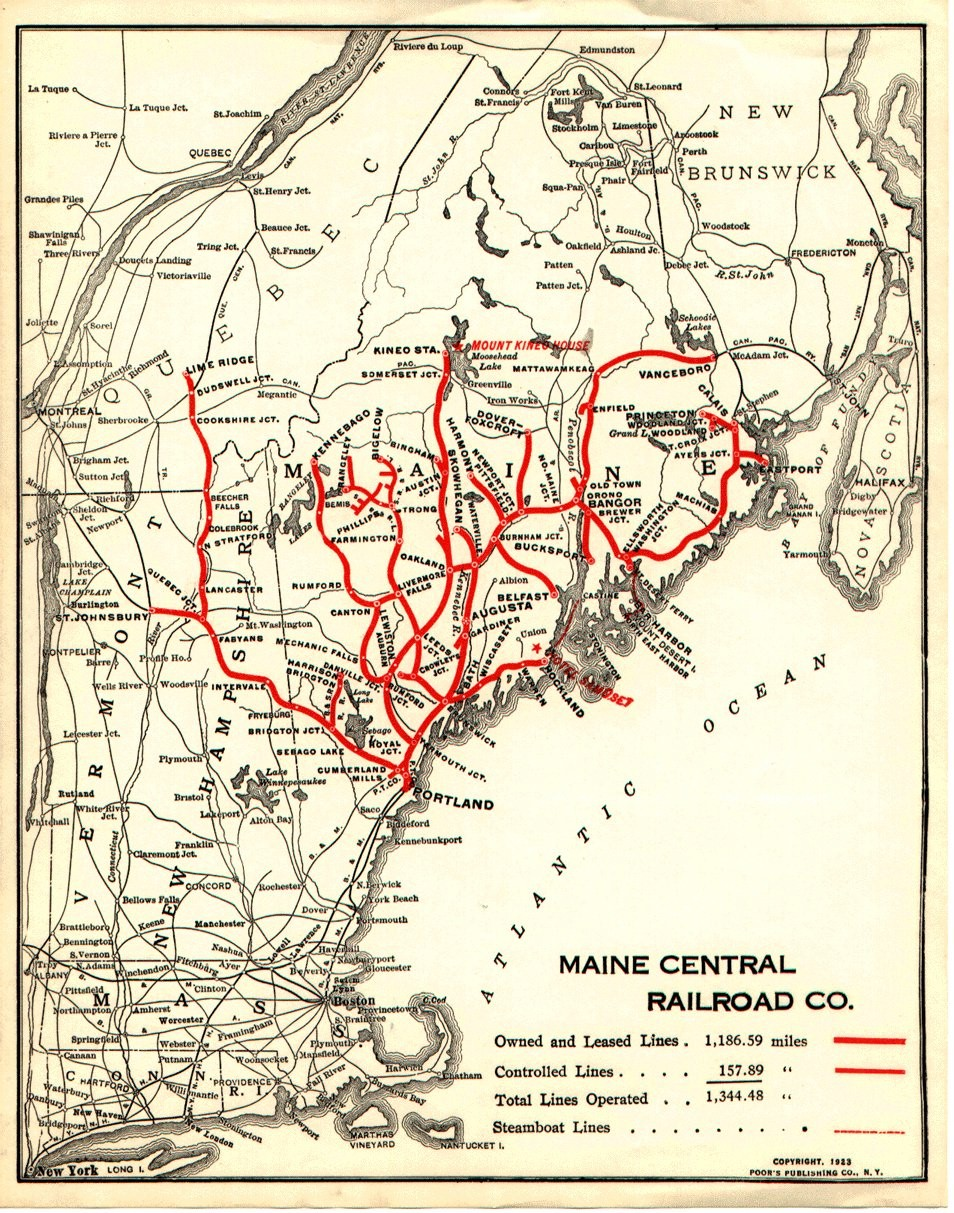
Streckenkarte der MEC von 1923

Ende der 1920er Jahre begann der Rückbau des in seiner maximalen Ausdehnung 2200 km großen Netzes. Zunächst verkaufte man 1923 die Sandy River and Rangeley Lakes Railroad wieder, die dadurch wieder selbständig wurde. Auch der MEC-eigene Fährverkehr wurde in dieser Zeit aufgegeben. Der Leasingvertrag mit der Belfast and Moosehead Lake Railroad lief am 31. Dezember 1925 aus und wurde nicht verlängert. Die Gesellschaft betrieb ihre Strecken fortan wieder eigenständig. Im Februar 1928 verkaufte die MEC die fast vollständig in Kanada gelegene Strecke der früheren Hereford Railway an die Canadian Pacific Railway.
In den 1930er Jahren begann die Umstellung von Dampf- auf Dieselloks. Im Jahre 1933 schloss die MEC mit der Boston and Maine Railroad, die ebenfalls ein umfangreiches Netz betrieb, in Portland Gleisverbindungen zur MEC hatte und ohnehin seit Anfang des 20. Jahrhunderts die Aktienmehrheit der MEC besaß, einen „Joint Management“-Vertrag über die Portland Terminal Railroad, die seitdem gemeinsam betrieben wurde.

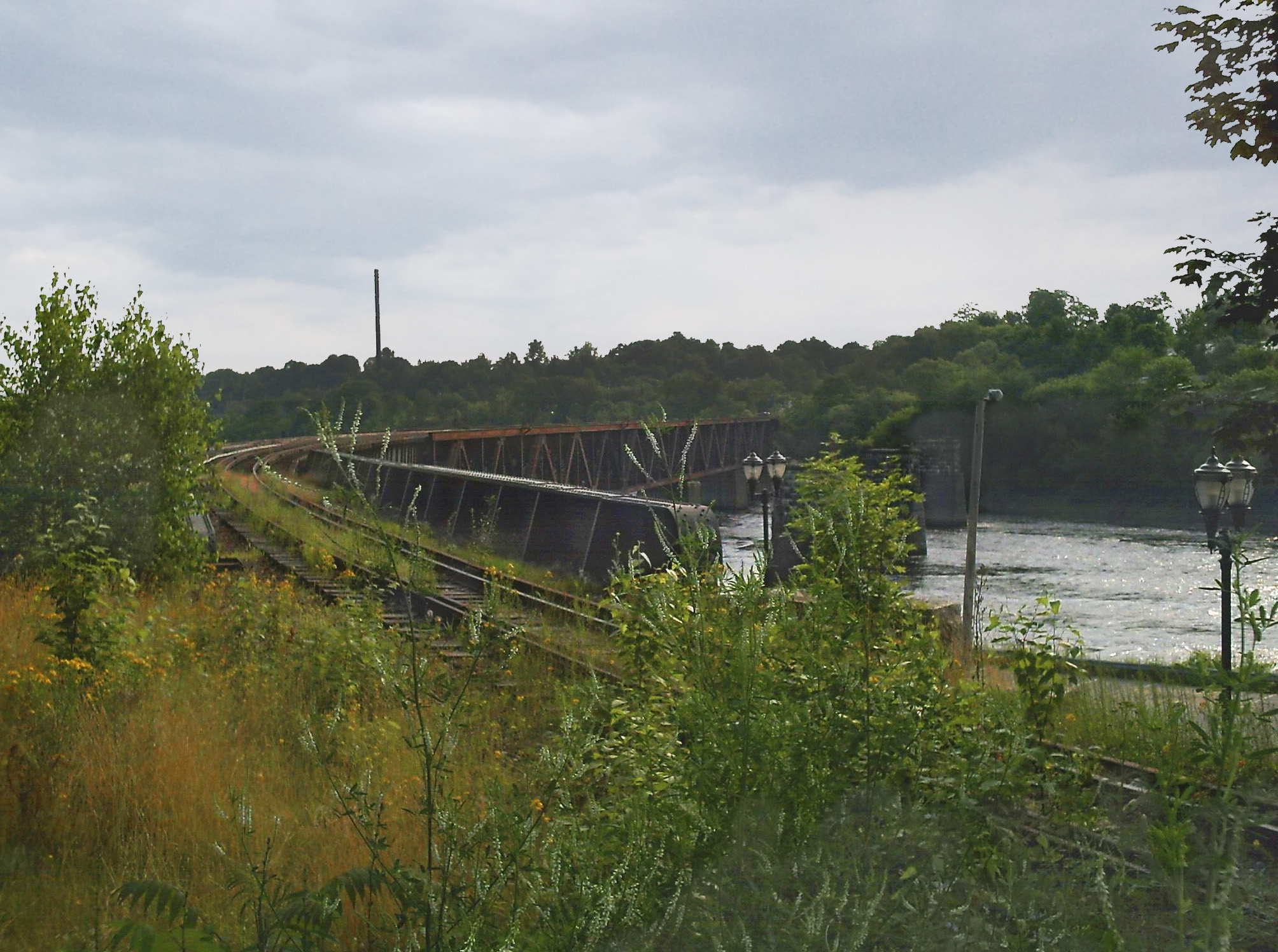
Brücke über den Kennebec River bei Augusta, 8. Juli 2006

Am 5. September 1960 fuhr der letzte Personenzug der MEC, der Güterverkehr wurde zugunsten des Straßentransports eingeschränkt. In diese Zeit fallen viele Streckenstilllegungen im Netz der MEC. Am 17. Dezember 1974 verkaufte die Gesellschaft den Streckenabschnitt Mattawamkeag–Vanceboro für 5,4 Millionen US-Dollar an die Canadian Pacific Railway, die diese Strecke bereits seit 1889 mitbenutzte. Nachdem bereits 1980 die U.S. Filter Corporation die MEC aufgekauft hatte, wurde die Gesellschaft ein Jahr später von der neu gegründeten Guilford Transportation Industries (GTI), seit Ende März 2006 in Pan Am Railways umbenannt, übernommen. Die Maine Central bleibt jedoch als Tochterunternehmen bestehen. Der neue Eigentümer rationalisierte ein Drittel des Netzes weg, unter anderem die Strecke nach New Hampshire und Vermont sowie die Strecke von Bangor nach Calais.
Um für das Unternehmen günstigere Arbeitsverträge abschließen zu können, wurde die Maine Central Mitte der 80er Jahre an das Tochterunternehmen der GTI Springfield Terminal vermietet.
Nachdem die Maine Coast Railroad, die 1990 die Strecken von Brunswick nach Rockland und Augusta übernommen hatte, 2000 den Betrieb einstellte, verkaufte man die Strecke Brunswick–Rockland am 1. November 2003 an die Morristown and Erie Railway, die sie seither als Maine Eastern Railroad betreibt. Einige Nebenstrecken der ehemaligen Maine Central sind inzwischen stillgelegt.

## Statistiken

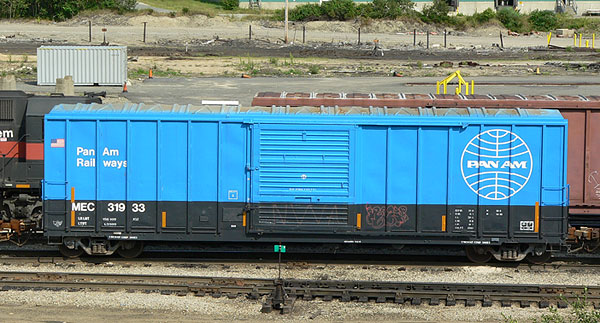
Ein ehemaliger MEC-Güterwagen in South Portland, 2005.

Am 30. Juni 1910 waren auf dem Eisenbahnnetz der MEC und ihrer Tochtergesellschaften 201 Lokomotiven, 187 Personenwagen, 2 Beobachtungswagen, 4 Speisewagen, 88 Gepäck-, Post- und Expresswagen, 7030 Güterwagen und 532 Dienstwagen im Einsatz. Außerdem verfügte die Gesellschaft über 2 Fähr- und 5 Passagierschiffe. Im Geschäftsjahr 1909/10 standen Einnahmen von 8,9 Millionen US-Dollar Ausgaben in Höhe von 6,1 Millionen US-Dollar gegenüber. Es wurden über 4 Millionen Passagiere sowie 6,25 Millionen Tonnen Güter transportiert.